# Chlorophanes spiza
Chlorophanes spiza là một loài chim trong họ Thraupidae.

## Hình ảnh

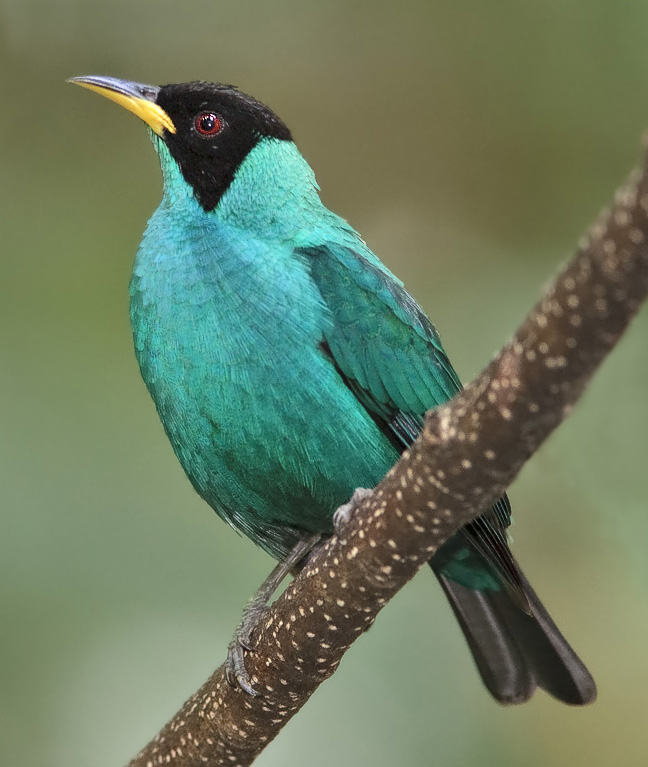
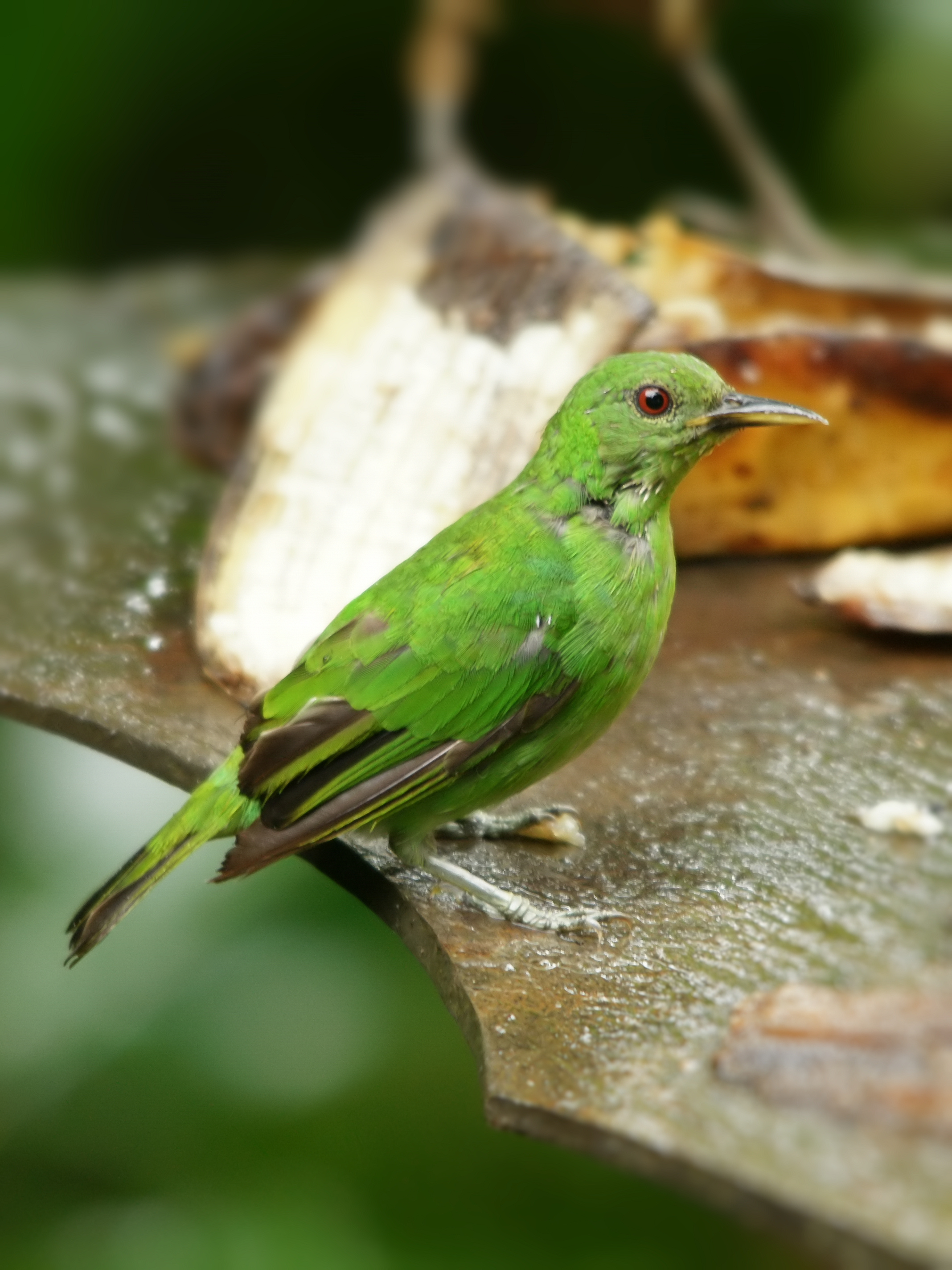
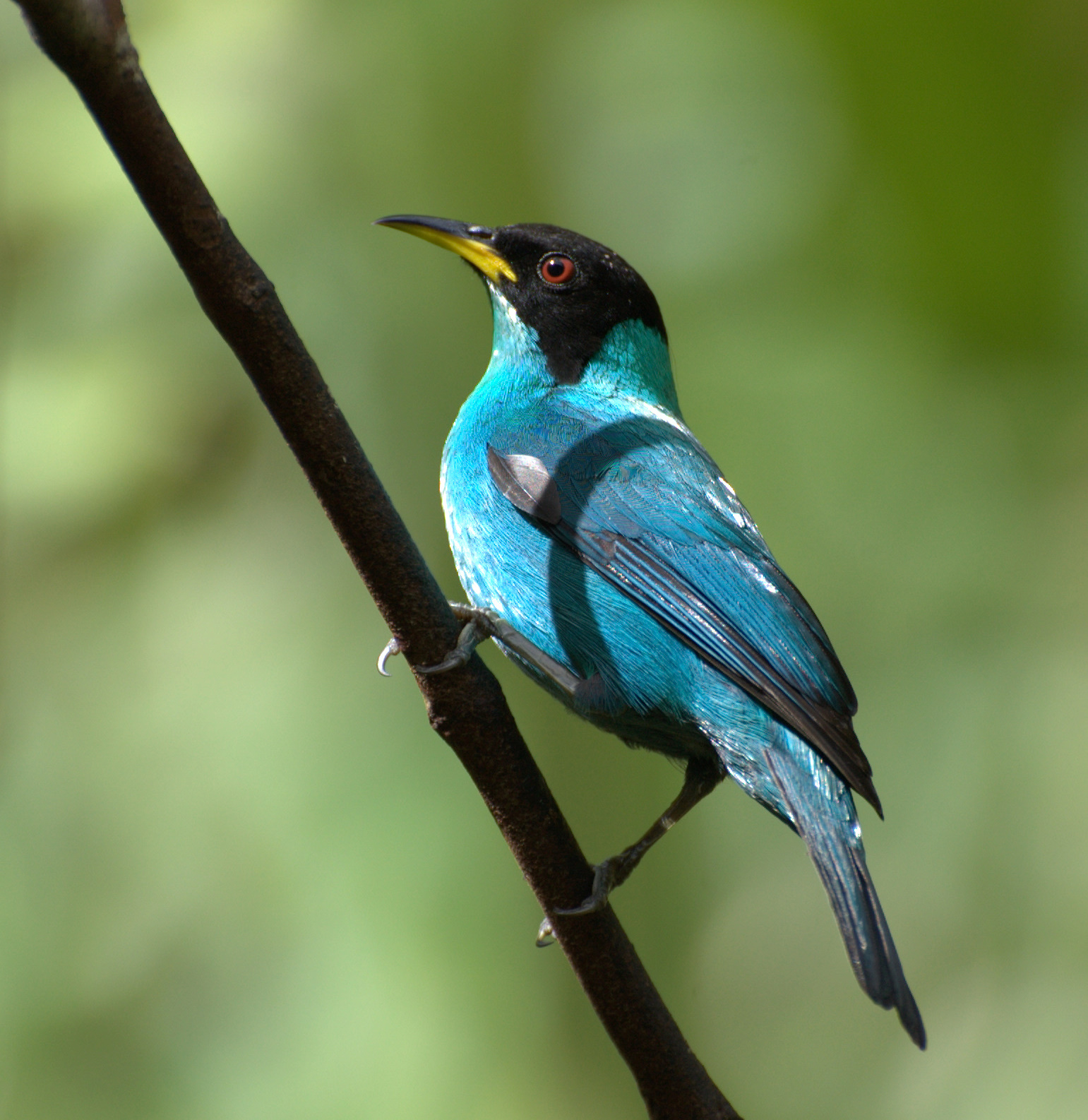
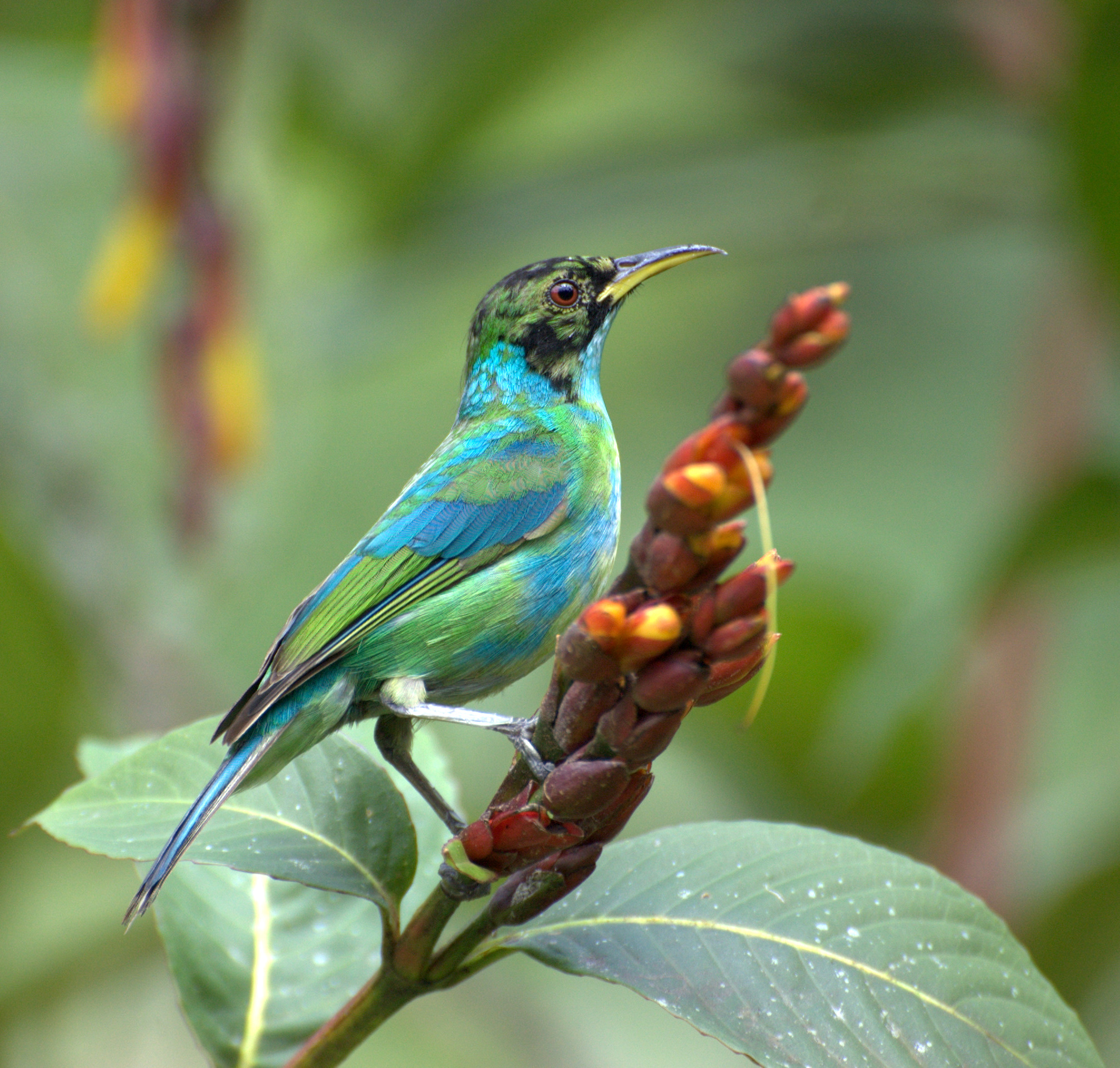
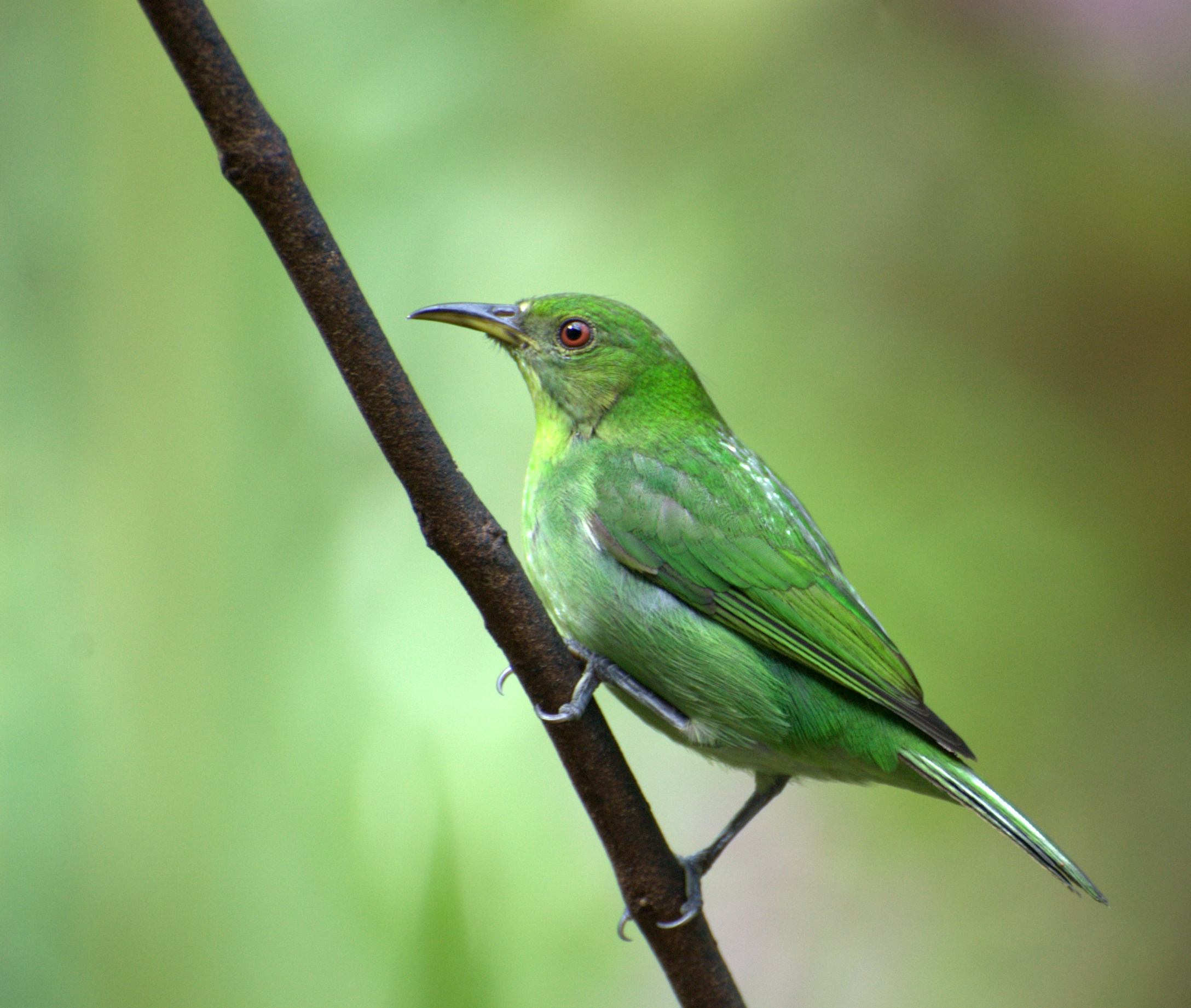
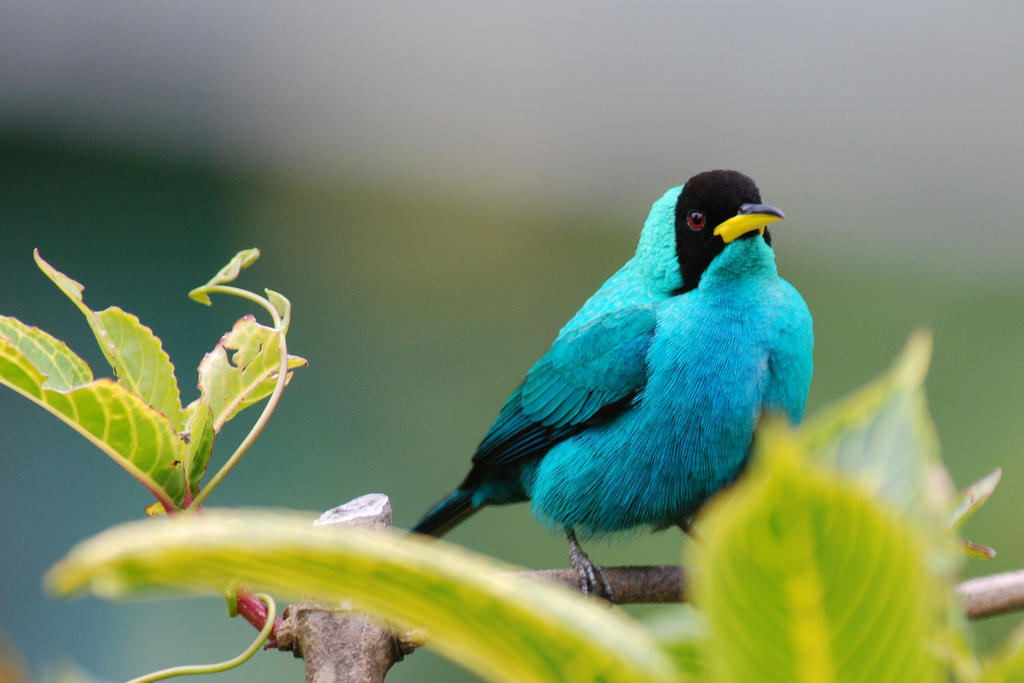